# Monocerotesa coalescens
Monocerotesa coalescens är en fjärilsart som beskrevs av Max Joseph Bastelberger 1909. Monocerotesa coalescens ingår i släktet Monocerotesa och familjen mätare. Inga underarter finns listade i Catalogue of Life.